# Checoslovaquia en la Copa Mundial de Fútbol de 1970
Checoslovaquia es una de las 16 selecciones participantes en la Copa Mundial de Fútbol de México 1970, la que es su sexta participación en un mundial.

## Clasificación

### Grupo 2
| Pos. | País           | Pts | J | G | E | P | GF | GC | GD  |
| ---- | -------------- | --- | - | - | - | - | -- | -- | --- |
| 1=   | Hungría        | 9   | 6 | 4 | 1 | 1 | 16 | 7  | +9  |
| 1=   | Checoslovaquia | 9   | 6 | 4 | 1 | 1 | 12 | 6  | +6  |
| 3    | Dinamarca      | 5   | 6 | 2 | 1 | 3 | 6  | 10 | −4  |
| 4    | Irlanda        | 1   | 6 | 0 | 1 | 5 | 3  | 14 | −11 |

| 25-9-1968 | Dinamarca | 0–3     | Checoslovaquia                   | Copenhagen, Dinamarca  |                        |
|           |           | Reporte | Jokl 11' · Kuna 22' · Hagara 80' | Árbitro(s): Hirviniemi | Árbitro(s): Hirviniemi |

| 20-10-1968 | Checoslovaquia | 1–0     | Dinamarca | Bratislava, Checoslovaquia |                           |
|            | Jokl 56'       | Reporte |           | Árbitro(s): Anton Bucheli  | Árbitro(s): Anton Bucheli |

| 4-5-1969 | Irlanda    | 1–2     | Checoslovaquia         | Dublín, República de Irlanda |                     |
|          | Rogers 17' | Reporte | Kabát 51' · Adamec 71' | Árbitro(s): Ribeiro          | Árbitro(s): Ribeiro |

| 25-5-1969 | Hungría                   | 2–0     | Checoslovaquia | Budapest, Hungría |                   |
|           | Dunai II 11' · Albert 88' | Reporte |                | Árbitro(s): Bentu | Árbitro(s): Bentu |

| 14-9-1969 | Checoslovaquia                      | 3–3     | Hungría                              | Prague, Checoslovaquia  |                         |
|           | Hagara 26' · Kvašňák 51' · Kuna 75' | Reporte | Bene 9' · Dunai II 36' · Fazekas 48' | Árbitro(s): Tschenscher | Árbitro(s): Tschenscher |

| 7-10-1969 | Checoslovaquia    | 3–0     | Irlanda | Prague, Checoslovaquia |                      |
|           | Adamec 9' 37' 45' | Reporte |         | Árbitro(s): Lo Bello   | Árbitro(s): Lo Bello |

### Desempate
| 3-12-1969 | Checoslovaquia                                          | 4–1     | Hungría              | Marseille, Francia |                    |
| | Kvašňák 44' (pen.) · Veselý 57' · Adamec 65' · Jokl 80' | Reporte | L. Kocsis 90' (pen.) | Árbitro(s): Machin | Árbitro(s): Machin |
| Al terminar empatados en puntos, Checoslovaquia y Hungría jugaron un partido de desempate en sede neutral para definir al clasificado al mundial. |                                                         |         |                      |                    |                    |

## Jugadores
Estos son los 22 jugadores convocados para el torneo, y como Suecia y Alemania Federal,  fue una de las tres selecciones que en su convocatoria incluían a jugadores provenientes de ligas extranjeras:

## Resultados
Checoslovaquia fue eliminada en el grupo 3.
| País           | J | G | E | P | GF | GC | GD | PTS |
| -------------- | - | - | - | - | -- | -- | -- | --- |
| Brasil         | 3 | 3 | 0 | 0 | 8  | 3  | +5 | 6   |
| Inglaterra     | 3 | 2 | 0 | 1 | 2  | 1  | +1 | 4   |
| Rumania        | 3 | 1 | 0 | 2 | 4  | 5  | −1 | 2   |
| Checoslovaquia | 3 | 0 | 0 | 3 | 2  | 7  | −5 | 0   |

| 3 de junio de 1970 | Brasil                                       | 4–1     | Checoslovaquia | Estadio Jalisco, Guadalajara                              |                                                           |
|                    | Rivellino 24' · Pelé 59' · Jairzinho 61' 83' | Reporte | Petráš 11'     | Asistencia: 52,897 espectadores Árbitro(s): Ramón Barreto | Asistencia: 52,897 espectadores Árbitro(s): Ramón Barreto |

| 6 de junio de 1970 | Rumania                           | 2–1     | Checoslovaquia | Estadio Jalisco, Guadalajara                             |                                                          |
|                    | Neagu 52' · Dumitrache 75' (pen.) | Reporte | Petráš 5'      | Asistencia: 56,818 espectadores Árbitro(s): Diego Di Leo | Asistencia: 56,818 espectadores Árbitro(s): Diego Di Leo |

| 11 de junio de 1970 | Checoslovaquia | 0-1     | Inglaterra        | Estadio Jalisco, Guadalajara                             |                                                          |
|                     |                | Reporte | Clarke 50' (pen.) | Asistencia: 49,292 espectadores Árbitro(s): Roger Machin | Asistencia: 49,292 espectadores Árbitro(s): Roger Machin |